# Милославский, Николай Карлович
Николай Карлович Милославский  (настоящая фамилия — Фридебург; 1811—1882) — русский актёр, режиссёр и антрепренёр.

## Биография
Родился 7 (19) мая 1811 года в дворянской семье доктора медицины Карла Фридебурга (нем. Karl Friedeburg). Служил в кавалерии, но, увлекшись театром, оставил военную службу и в 1837 или 1838 году впервые выступил на сцене в Петербурге, но потерпел неудачу: столичные зрители не приняли молодого актёра. 
Уехал в провинцию, где имел успех. Выступал в Москве, Киеве, Саратове, Одессе, Нижнем-Новгороде и многих других городах. 
В 1850 году в Калуге, пользуясь покровительством губернатора Н. М. Смирнова, поставил запрещенную для провинции пьесу А. С. Грибоедова «Горе от ума». В 1857 году в антрепризе Милославского в Казанском театре впервые была поставлена пьеса А. Н. Островского «Доходное место».
В 1859 году снова выступил в Петербурге и на этот раз с громадным успехом, но не был принят на сцену Александринского театра, где в то время безраздельно господствовал Самойлов. 
Патетичный и вычурный сценический стиль Милославского сложился в 1840-х годах под влиянием ролей в различных мелодрамах (Жорж Жермани — «Тридцать лет, или Жизнь игрока» В. Дюканжа и М. Дино; Нино — «Уголино» Н. А. Полевого и др.). Те же приёмы он применял в трагедиях (Гамлет — «Гамлет» У. Шекспира, Фердинанд — «Коварство и любовь» Ф. Шиллера). Его персонажи отличались изяществом и благородством сценической манеры, а высокий профессионализм и вкус никогда не подводили артиста на сцене. Виртуозный мастер комедии, он не пренебрегал грубоватыми фарсовыми приёмами (Ришельё — «Ришельё» Э. Дж. Бульвер Литтона, Иоанн Грозный — «Смерть Иоанна Грозного» А. К. Толстого, король Лир — «Король Лир» Шекспира). В пьесах А. Н. Островского роли Мерича («Бедная невеста») и Городулина («На всякого мудреца довольно простоты») приближал к амплуа фата, роль Вышневского («Доходное место») — к фигурам «благородных генералов». 
Последние годы жизни М. жил в Одессе, где по его инициативе возник так называемый «Русский театр» (театр А. С. Великанова; ныне Одесский академический русский драматический театр) и в котором он был антрепренёром несколько лет. Здесь театральная критика и публика признала его серьёзный успех в роли Опольева («Старый барин» А. И. Пальма). В 1877 году в «Русском театре» широко праздновалось тридцатилетие сценической деятельности Милославского.
Умер в Одессе 14 (26) января 1882 года.
О его находчивости и часто дерзком остроумии ходило множество анекдотов.